# Las increíbles aventuras de Team Galaxy
Las increíbles aventuras de Team Galaxy (o simplemente Team Galaxy)  es una serie animada francesa-italiana-canadiense creada por Vincent Chalvon-Demersay y David Michel, producida por la compañía de animación francesa Marathon Media junto a Rai Fiction y Image Entertainment Corporation. La serie combina animación 2D con elementos 3D, tanto el concepto como el estilo de animación son similares a los de Totally Spies! y Martin Mystery, otras series creadas por la misma productora.
La serie fue transmitida en varias emisoras internacionales; Por el canal Jetix en España y Latinoamérica, France 3  y Canal J en Francia (quienes fueron los primeros en estrenarla), Televisió de Catalunya (K3) en Cataluña y Cartoon Network en Estados Unidos.

## Sinopsis
Team Galaxy trata sobre un grupo de amigos que intentan equilibrar tanto el trabajo escolar como el tiempo libre. Los tres protagonistas, Josh, Yoko y Brett, asisten en una academia galáctica llamada "Galaxy High", una escuela de élite que entrena a sus pupilos para que asistan en misiones peligrosas en planetas lejanos, además de actuar como una autoridad de justicia que defiende a la galaxia de los criminales. Además como la escuela es de un nivel galáctico, se pueden ver a algunos profesores y alumnos como alienígenas.

## Personajes principales
- Josh Kirkpatrick -  Un joven rebelde de 16 años adicto a la adrenalina, que prefiere las aventuras espaciales que estar en una sala de clases. Él falla principalmente en sus materias pero tiene éxito en sus misiones. A pesar de su alocada personalidad, el racionamiento independiente de Josh es perfecto dentro del equipo. Su padre es el director de Galaxy High, el director Kirkpatrick. Su traje espacial es azul oscuro. Él está en el mismo grupo que Brett y Yoko.

- Yoko - Una joven amante de la música pop de 15 años, una chica increíblemente creativa que ve a Galaxy High como solo un paso en su camino hacia el estrellato. A menudo, Yoko se distrae en las misiones cuando una competencia de talento o algo que podría impulsar su carrera aparece. También es una asistente de moda que siempre está consciente de su aspecto y estilo. Su traje espacial es de color púrpura claro. Ella está en el mismo grupo que Josh y Brett.

- Brett - Un genio testarudo de 10 años, que a pesar de su brillantez se siente restringido por su corta edad. Tiene una baja estatura y odia que lo llamen "niño". Él es el más sensato del grupo, pero debido a su juventud y a sus compañeros amantes de la diversión, a menudo es ignorado. Él comparte habitación con Josh. Su traje espacial es rojo y está en el mismo grupo que Josh y Yoko.

- Fluffy / Pelut (en catalán) - La ultramascota del equipo, es un perro robótico de color rojo y blanco que ayuda a los estudiantes en sus misiones. Él es capaz de transformarse en modo de ataque bípedo. Tiene un gran parecido con Latias, de  la franquicia Pokémon.

## Créditos de producción[1]
- Producido por: Vincent Chalvon Demersay y David Michel
- Dirigido por: Stephane Berry
- Supervisor de Storyboard: Damien Tromel
- Diseño de personajes: Eddie Mehong and Fabien Mense
- Supervisado por: Eddie Mehong

## Reparto de voz
| Personaje            | Doblaje original en francés | Doblaje en Latinoamérica | Doblaje en España       |
| -------------------- | --------------------------- | ------------------------ | ----------------------- |
| Josh Kirkpatrick     | Emmanuel Garijo             | Eder La Barrera          | Juan Martín Goirizelaia |
| Brett                | Fily Keita                  | Mariela Díaz             | Eba Ojanguren           |
| Yoko                 | Dorothée Pousséo            | Lileana Chacón           | Pilar Ferrero           |
| Director Kirkpatrick | Patrick Poivey              |                          | Manu Heras              |
| Fluffy               |                             |                          |                         |

## Curiosidades
- En un capítulo tuvo aparición el protagonista de la serie Martin Mystery, también de la productora Marathon Media.